# Ann Belford Ulanov
Ann Belford Ulanov é a Professora Memorial Christiane Brooks Johnson em psiquiatria e religião no Union Theological Seminary em Nova York e analista junguiana em consultório particular. 

## Educação e carreira
Ela se formou no Radcliffe College em 1959 e recebeu o M.Div. e Ph.D. do Union Theological Seminary, em 1962 e 1967, respectivamente. Ela é episcopal e seu ensino e pesquisa são em psiquiatria e religião, com especial interesse em questões de oração e vida espiritual, agressão, ansiedade, fantasia e sonho, identidade e o feminino. Ela também gerencia a série de palestras em memória de seu falecido marido, Barry Ulanov. Em 1996, ganhou o Prêmio Oskar Pfister de religião e psicologia.

## Obras
- The Feminine in Christian Theology and in Jungian Psychology
- Receiving Woman: Studies in the Psychology and Theology of the Feminine
- Picturing God; The Wisdom of the Psyche; The Female Ancestors of Christ
- The Wizards’ Gate
- The Functioning Transcendent
- Korean edition of our Religion and the Unconscious(1996)
- Korean edition of  Primary Speech (2001)
- Korean edition of Cinderella and Her Sisters(2002)
- Religion and the Spiritual in Carl Jung
- Finding Space: Winnicott, God, and Psychic Reality
- Attacked by Poison Ivy, A Psychological Study
- Italian edition of Cinderella and Her Sisters (2003)
- Spiritual Aspects of Clinical Work (2004)
- Czech edition of The Female Ancestors of Christ
- The Unshuttered Heart: Opening to Aliveness/Deadness in the Self
- "Creativity and Madness"

Com o marido, Barry Ulanov 
- Religion and the Unconscious
- Primary Speech: A Psychology of Prayer
- Cinderella and Her Sisters: The Envied and the Envying
- The Witch and The Clown: Two Archetypes of Human Sexuality
- The Healing Imagination
- Transforming Sexuality: The Archetypal World of Anima and Animus'